# Afrostelis madagascariensis
Afrostelis madagascariensis là một loài Hymenoptera trong họ Megachilidae. Loài này được Pauly mô tả khoa học năm 2001.